# Paradoks rozwojowy
Paradoks rozwojowy - to skrajnie różny charakter ingerencji na rynku rolnym w zależności od stopnia rozwoju gospodarczego danego państwa. Występuje dodatnia zależność między poziomem rozwoju gospodarczego danego kraju a wielkością wsparcia udzielanego sektorowi rolnemu:
- Kraje wysokorozwinięte stosują protekcjonizm - subsydiują producentów produktów rolnych i chronią wewnętrzne rynki przed importem. Stopień protekcji w krajach rozwiniętych jest tym wyższy im niższe są przewagi komparatywne sektora rolnego oraz im mniejsze jest jego znaczenie w tworzeniu dochodu narodowego i miejsc pracy. Przykładem jest Wspólna polityka rolna Unii Europejskiej, której jednym z głównych założeń jest protekcjonizm w stosunku do towarów rolnych spoza Wspólnoty oraz wysokie subwencje
- W krajach o niskim poziomie rozwoju gospodarczego sektor rolny podlega opodatkowaniu. Konieczność opodatkowania w tych krajach wynika głównie ze względów fiskalnych

Zjawisko to jest nazywane w literaturze paradoksem rozwojowym, gdyż stoi w sprzeczności z klasycznymi teoriami ekonomicznymi i handlu zagranicznego. Interwencyjna polityka rolna obniża zarówno poziom dobrobytu światowego, jak i w poszczególnych krajach.